# Пикадо, Анжель
Мари-Анжель Пикадо (в замужестве — Рамадье; фр. Marie-Angèle Picado (Ramadier); 13 декабря 1934, Лиссабон — 27 октября 1997, Бордо) — французская легкоатлетка, выступавшая в беге на короткие дистанции и барьерном беге. Участница летних Олимпийских игр 1956 года.

## Биография
Мари-Анжель Пикадо родилась 13 декабря 1934 года в португальском городе Лиссабон.
До 1958 года выступала в легкоатлетических соревнования за марокканский «Фес», с 1958 года — за французский «Монферран». Четырежды становилась чемпионкой Франции: в 1957 и 1959 годах в беге на 100 метров и на 80 метров с барьерами.
В 1955-1956 годах четырежды обновляла рекорд Франции в эстафете 4х100 метров.
В 1955—1959 годах входила в состав сборной Франции, поучаствовав в 13 международных турнирах.
В 1956 году вошла в состав сборной Франции на летних Олимпийских играх в Мельбурне. В беге на 80 метров с барьерами заняла 4-е место в четвертьфинале, показав результат 11,50 секунды и уступив 0,05 секунды попавшей в полуфинал с 3-го места Глории Кук из Австралии. В эстафете 4х100 метров сборная Франции, за которую также выступали Катрин Капдевьель, Мишлен Флюшо и Симона Анри, заняла в полуфинале 4-е место с результатом 46,39, уступив 0,52 секунды попавшей в финал с 3-го места команде Италии.
Умерла 27 октября 1997 года во французском городе Бордо.

## Личные рекорды
- Бег на 100 метров — 11,9 (1956)[7]
- Бег на 80 метров с барьерами — 11,0 (1959)[7]